# Anton Qvam
Ole Anton Qvam, född 5 augusti 1834 i Molde, död 8 juli 1904 i Steinkjer, var en norsk jurist och politiker för Venstre. Han var bror till Peter Qvam och gift med Fredrikke Marie Qvam.
Qvam var justitieminister i tre perioder (1891–93, 98–99 och 1900–02) och Norges statsminister i Stockholm 1902–1903.